# U-Bahnhof São Judas

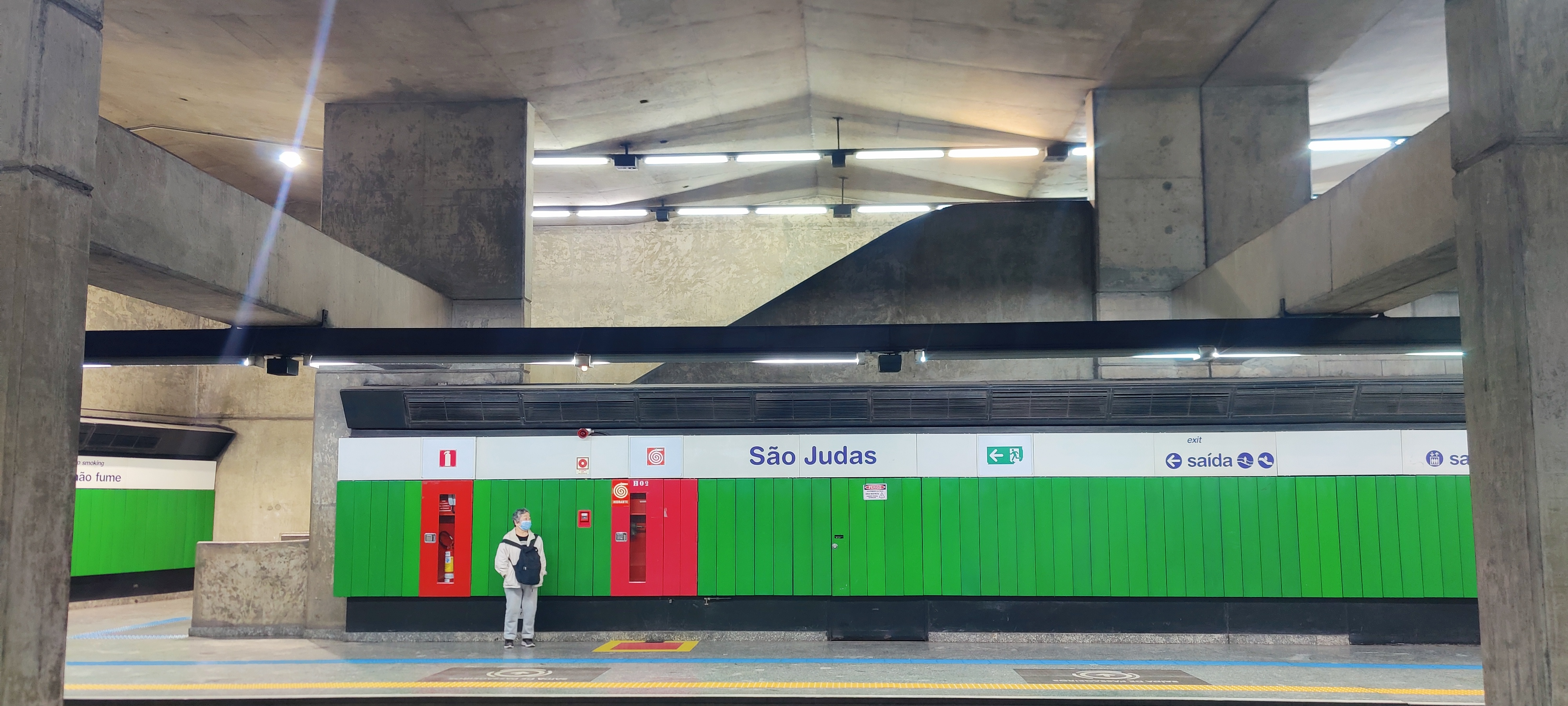
U-Bahnhof São Judas

São Judas ist ein U-Bahnhof der Linha 1-Azul der Metrô São Paulo, des U-Bahn-Netzes der brasilianischen Metropole São Paulo. Der unterirdische Bahnhof befindet sich unterhalb der Avenida Jabaquara im Distrikt Saúde. Er wurde am 14. September 1974 als Teil der ersten Strecke der Metrô São Paulo eröffnet. Die Nachbarbahnhöfe sind Conceição (in Richtung Süden) und Saúde (in Richtung Norden).

## Geschichte

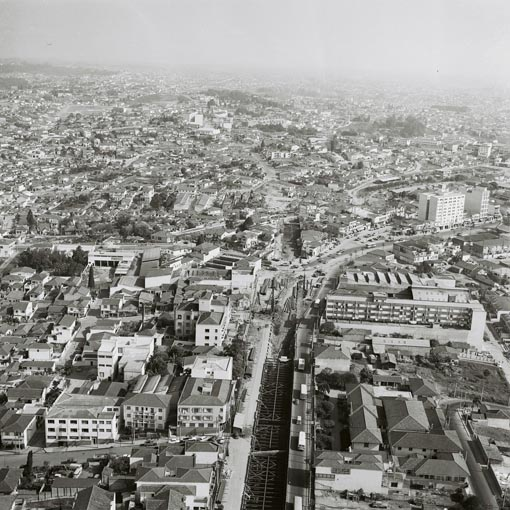
Blick auf den Bau des U-Bahnhofes São Judas (1969)

### Bau
Die Bauarbeiten für die Metrô São Paulo begannen 1968, der U-Bahnhof São Judas war einer der ersten, dessen Bau (in offener Bauweise) direkt in dem Jahr begann. Der U-Bahnhof São Judas wurde gemeinsam mit den sechs anderen Bahnhöfen der damaligen Linha Norte-Sul zwischen Jabaquara und Vila Mariana am 14. September 1974 eröffnet. Seinen Namen erhielt der Bahnhof in der Nähe befindlichen katholischen Kirche und Wallfahrtskapelle zu Ehren des Heiligen Judas Thaddäus (Santuário São Judas Tadeus).

### Architektur

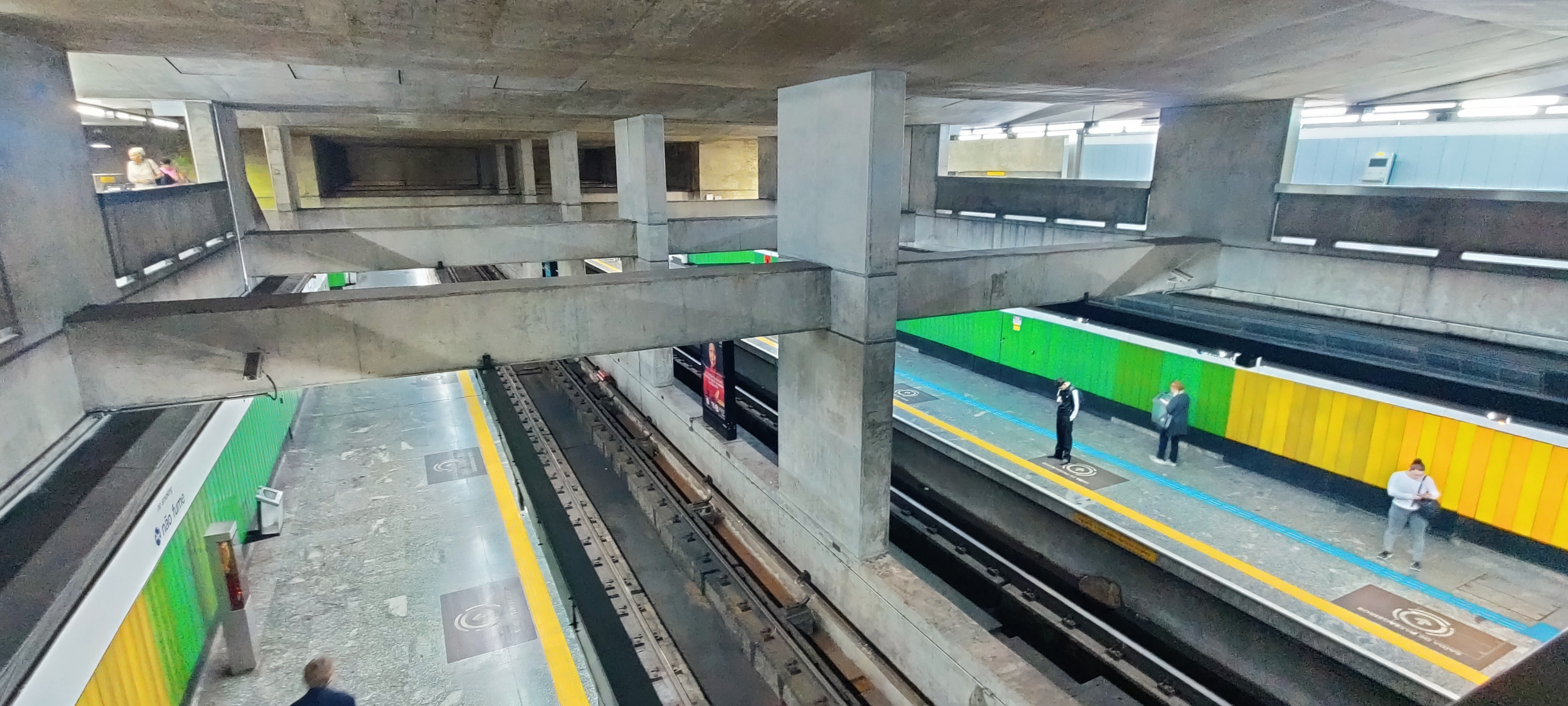
Blick auf die beiden Seitenbahnsteige

Die Architekten Marcello Fragelli und Luiz Gonzaga Oliveira Camargo waren für die Planung des U-Bahnhofes verantwortlich, architektonisch dominiert der für die Zeit übliche Sichtbeton den Bahnhof. Der U-Bahnhof erhielt zwei Seitenbahnsteige, darüberliegend ein Zwischengeschoss, wo sich die Zugangssperren und Fahrkartenschalter befinden. Von diesem Zwischengeschoss aus führen zwei Zugänge zur Oberfläche, einer auf westlicher und einer östlicher Seite direkt zur Avenida Jabaquara. Insgesamt beträgt die Gesamtfläche des U-Bahnhofes 7.360 Quadratmeter. Im Bahnhof gibt es – im Gegensatz zu vielen anderen Bahnhöfen der Linha 1-Azul – keine ausgestellte Kunst.
Im Jahr 2023 nutzten durchschnittlich 15.000 Fahrgäste pro Werktag den Bahnhof, womit der Bahnhof zu den weniger genutzten der Linie gehört.
Anfang 2020 richtete die Busgesellschaft SPTrans eine direkten Shuttlebus vom U-Bahnhof São Judas zum nahegelegenen Flughafen ein.

### Ausbauplanungen

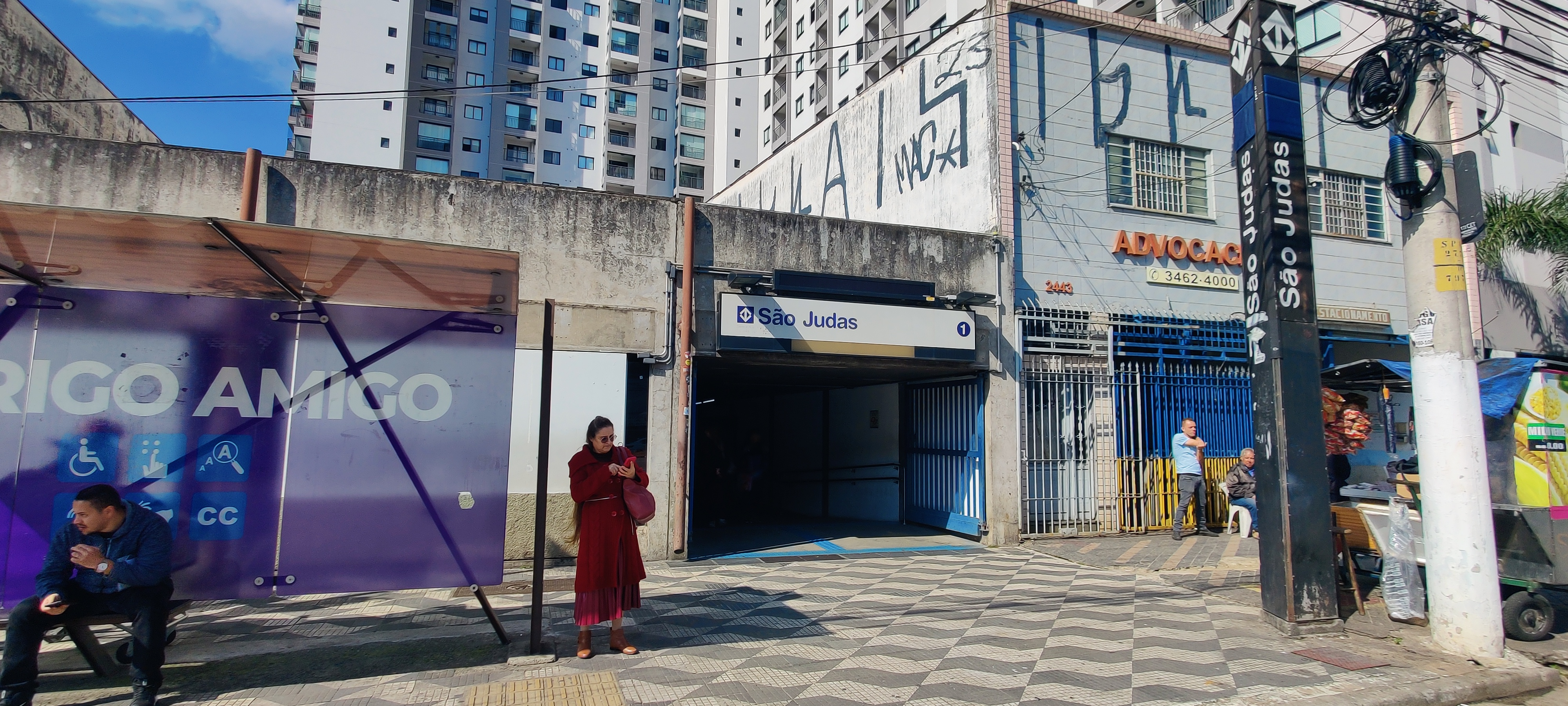
Der östliche Ausgang führt direkt zur Avenida Jabaquara

Ursprünglich sollte die in Bau befindliche Einschienenbahn der Linha 17-Ouro den Flughafen Congonhas mit dem U-Bahnhof São Judas verbinden. Um den Denkmalschutz des Flughafens jedoch zu wahren, untersagte das städtische Denkmalamt von São Paulo (Conpresp) die Planung dieses Streckenabzweiges, sodass die Einschienenbahn am Flughafen ihre Endstation erhalten wird. Der Flughafen selbst soll erst 2026 durch die Eröffnung der Einschienbahn der Linha 17-Ouro Anschluss an das Schnellbahnnetz der Stadt São Paulo erhalten. Der andere Abzweig der Einschienenbahn soll mittelfristig bis zum U-Bahnhof Jabaquara, Endstation der Linha 1-Azul, verlängert werden. 

## Verlauf
| Linie | Verlauf |
| ----- | --- |
|       | Tucuruvi – Parada Inglesa – Jardim São Paulo–Ayrton Senna – Santana – Carandiru – Portuguesa–Tietê – Armênia – Tiradentes – Luz – São Bento – Sé – Japão–Liberdade – São Joaquim – Vergueiro – Paraíso – Ana Rosa – Vila Mariana – Santa Cruz – Praça da Árvore – Saúde – São Judas – Conceição – Jabaquara |